# Unión da Mocidade Galega
La Unión da Mocidade Galega (UMG), (en español: Unión de la Juventud Gallega) es la organización juvenil de la Unión do Povo Galego (UPG). Es la principal corriente interna dentro de Galiza Nova, organización juvenil del BNG. 
Tiene como ideología política el marxismo-leninismo, así como el nacionalismo gallego, teniendo por objetivo la consecución de una república gallega independiente y socialista. Como forma de organización adopta el centralismo democrático.

## Historia
La UMG nace en 1977 teniendo su congreso fundacional los días 14 y 15 de agosto de ese año,  en un contexto en el que tanto la UPG como la AN-PG se encontraban aun ilegalizadas.Este congreso se convocó bajo el lema “Por unha Galicia ceibe e socialista” (Por una Galicia libre y socialista). En el se aprueban los primeros estatutos de la UMG en los que esta se define como organización comunista y nacionalista, adoptando también el centralismo democrático. A partir de ese congreso pasa a integrar la UMG toda la militancia de la UPG menor de 21 años de edad, constituyéndose la UMG como organización autónoma integrada dentro de esta.
En diciembre de 1977 comienza la publicación del periódico oficial de la UMG que lleva por título Guieiro, recuperando rl nombre del semanario de la Federación de Mocidades Galeguistas anterior a la Dictadura Franquista.

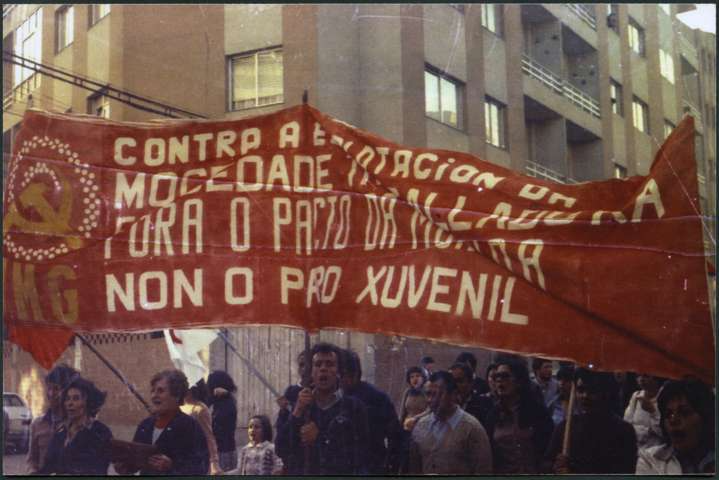
Pancarta de la UMG en la manifestación contra los Pactos de la Moncloa convocada por la ING en 1978

A lo largo de las décadas de 1970 y 1980, la UMG va a participar en las actividades de la organización estudiantil ERGA, al mismo tiempo que lleva a cabo campañas políticas sobre temas que afectan específicamente a la juventud, como la lucha contra la precariedad laboral o el servicio militar obligatorio. Así mismo, la UMG hará parte de las diversas mobilizaciones sociales en las que participa el nacionalismo gallego en el período, como la lucha contra la instalación de una central nuclear en Xove, o de una mina a cielo abierto en As Encrobas. O de las jornadas de lucha convocadas en 1978 por la ING contra los Pactos de la Moncloa.
Desde el año 1988 con la creación de Galiza Nova, organización juvenil del BNG, la UMG se encuentra integrada en esta como corriente interna, cediendo parte de su protagonismo público a la nueva organización de masas.

## Organización y actividad
La UMG se organiza en asambleas de zona, pudiendo existir también asambleas sectoriales. El órgano principal de dirección es el Congreso, que se convoca de forma ordinaria cada dos años. En el período entre congresos la dirección de la organización recae en un Comité Nacional elegido por el congreso, así como en un Secretariado Nacional elegido por el Comité. A la cabeza de la UMG se sitúa el Secretario o Secretaria General.
Entre las actividades públicas que realiza la UMG se encuentran la edición y publicación de su órgano de expresión, el Guieiro, así como la organización anual de las jornadas de formación Moncho Reboiras.